# Марьяновка (Кетрисановская сельская община)
Марья́новка (укр. Мар'янівка) — село в Кетрисановской сельской общине Кропивницкого района Кировоградской области Украины.
До 2020 года входило в Бобринецкий район
Население по переписи 2001 года составляло 369 человек. Почтовый индекс — 27220. Телефонный код — 5257. Занимает площадь 1,832 км². Код КОАТУУ — 3520884401.

## Известные уроженцы
- Марьяненко, Иван Александрович (1878—1962) — актер, режиссёр театра и кино, народный артист СССР (1944).